# جاسم الزيني
جاسم الزيني (1942 - 1 اكتوبر 2012) يعد واحدًا من الفنانين التشكيليين القطريين المتميزين الذين يتميزون بالإبداع والتنوع في أعمالهم. يظهر في أعماله تجسيدًا للثقافة والتراث 

## حياته ونشأته
ولد جاسم زيني في عام 1942، وتفجرت رؤاه الجمالية عندما شاهد وهو صبي صغير والده محمد زيني ينقش ويزخرف جدران المنازل باللون الأزرق والبرتقالي، بالإضافة لمشاهدته له وهو يصنع من مادة الجبس زخارف متنوعة، ومن مادة الخشب سفن صغيرة متعددة الأشكال، وتماثيل مجسمة لبعض الحيوانات، مثل الأسود وغيرها.
عمل والده في إستيراد وبيع السجاد الإيراني، بألوانه الزاهية وزخارفه المبهرة، كل ذلك جعل جاسم يكتسب خبرة الصناعة الفنية الحرفية من والده، وكانت ميوله الفنية تجد تشجيعا من الأسرة.
في المرحلة الدراسية الابتدائية، كان جاسم يحب الفن بشكل كبير، مما دفع مدرس مادة التربية الفنية إلى تشجيعه بالاستمرار في هذه الهواية المفيدة، لما رآه منه من موهبة متميزة وحب كبير للرسم، وهذا جعل المدرس يمده بالمواد الفنية المختلفة. ويُعرّفه بطريقة استعمالها وكيفية رسم المناظر الطبيعية التي كان جاسم يرسمها مثل البحر، والصحراء، وأشجار النخيل، والبيوت، والاستفادة منها من خلال محاولة الكشف عن القيم الجمالية.
في المرحلة الإعدادية اتجه نحو التجريب على الخامات والأسطح، كي يحصل على وسائط جديدة تعاونه في التعبير الفني، فرسم في عام 1955 لوحة إعلانية فوق باب محل السجاد الذي يملكه والده في سوق الدوحة القديم، وكانت اللوحة عبارة عن صورة للمطرب فريد الأطرش تخيله الفنان يتزوج الفنانة شادية.
وفي المرحلة الثانوية رسم لوحة بالألوان الزيتية للرئيس الراحل جمال عبد الناصر، وقد نقلها عن صورة فوتوغرافية، ثم نسخ لوحة عن حادثة دنشواى، وهو عمل فني للفنان جمال قطب، كان قد صورها في الخمسينيات، بالإضافة إلى ذلك نسخ مجموعة لوحات لكبار الفنانين العالميين بطريقة المربعات، ليشارك بها في المعارض المدرسية. وقد لعبت عمليات نقل ونسخ الصور واللوحات دورها في تدريب جاسم زيني على الرسم والتلوين.

### التعليم الجامعي
بعد نجاحه في الثانوية العامة حصل في عام 1962 على منحة دراسية من وزارة التربية والتعليم لدراسة القانون في مصر، لكنه عدل عن هذه الدراسة بعد أن أمضى بها سنتين، واتجه في عام 1964 إلى بغداد لدراسة الفنون الجميلة، وهناك أتيحت له الفرصة لتعلم قواعد الفن.. والتعرف على روائع الأعمال الفنية.. وعلى اتجاهات الحركة التشكيلية العراقية، وأثناء دراسته تعلم وتعرّف أسرار التقنية وتأثر بأساتذته الفنانين:فائق حسن، حافظ الدروبي، إسماعيل الشيخلي، عطا صبري، وغيرهم ممن درس على أيديهم، وكان من نتاج هذه المرحلة، مجموعة من الأعمال الفنية المنفذة بالألوان الزيتية، بالإضافة إلى إنتاجه مجموعة من الأعمال الغرافيكية في عام 1968 وهو العام الذي تخرج فيه جاسم زيني، وتلك المحاولات الجرافيكية كانت الأولى والأخيرة بالنسبة له، لأنه لم يحاول تكرارها في مراحل حياته الفنية التالية نظراً لعدم توفر الأدوات والخامات الخاصة لفن الغرافيك.

## مسيرته
عاد جاسم بعد تخرجه في كلية الفنون الجميلة جامعة بغداد عام 1968، إلى الدوحة يحمل أول درجة علمية ـ بكالوريوس ـ بالفنون الجميلة في قطر، واعترافاً من الدولة بموهبة هذا الفنان عُيًّن موجهاً لمادة التربية الفنية في وزارة التربية والتعليم، وهذه المهمة لم تمنعه من مواصلة مشواره الفني، والمساهمة في الحياة الثقافية القطرية من خلال رسم الكاريكاتور، وتصميم أغلفة الكتب، والمجلات، منها تصميمه غلاف العدد الأول لمجلة الدوحة الثقافية، وتقديراً من وزارة التربية والتعليم لفنه كُلّف في عام 1969 بتنفيذ ثلاث جداريات:
الأولى: نفذت بقطع من الفسيفساء (الموزاييك) الملون، وتبلغ مساحتها 222 ھ 432 سم، وهي تُمثل العًلم والتطور الحضاري في قطر، وتُركز على إبراز دور المدرسة كمصدر للعًلم والمعرفة، وهذه الجدارية تعتلي المدخل الرئيسي لوزارة التربية والتعليم في الدوحة. أما الجداريتان الأخريان ـ في الوزارة أيضاً ـ فتبلغ مساحة كل واحدة 80 ھ 110 سم، وقد استخدم الفنان فيهما تقنية المعاجين الإسمنتية الملونة باللون البني الفاتح، لخدمة الكتابة العربية.. حيث استخدم كلمة قطر في جدارية، والعًلم نور في الجدارية الأخرى. وهكذا امتزج«جاسم زيني» بالحياة اليومية وظهرت موضوعاته مسجلة لإنطباعاته عنها، فصور الإنسان القطري الذي ظل أحد أهم هواجس الفنان ـ جاسم زيني ـ بشكل واقعي وطوراً تعبيري: وأحياناً بشكل رمزي، وذلك لإبراز سمات هذا الإنسان الذي غاص في أعماقه على المسطح الأبيض، ويتضح ذلك في العديد من اللوحات التي أنجزها في فترة السبعينيات حتى بداية تسعينيات القرن الماضي مثل: (الكي، اكتشاف، صورة ابنتي، النارجيلة، ليلة قمرية، للنساء فقط، الضالة، اكتشاف، ملامح قطرية، حرفي، ليلة الحناء، المحو، لعب البنات، موكب رسمي، موكب، دبران، من غار حراء، حلم، بر الأمان، شباك وسمك، شهية القط المالح) وغيرها من اللوحات التكعيبية التي اعتمد فيها على التلخيص والتركيب مثل لوحة«من وحي الصيد»1977 ولوحة«وسام الفنون 1984» ولوحة«صراع الأجيال»,1987 كما صور البحر في العديد من اللوحات مثل: (العشر، الصيد الحصين، من وحي البحر، من وحي الصيد، شباك وسمك، صيد البر والبحر، الحصين 1 و 2)، وقد كان البحر بمثابة المصدر الأول للإلهام الذي أثرى فكر الفنان جاسم زيني.
ورصد الفنان زيني الطبيعة والعمارة القطرية في شكلها التقليدي، والزخرفي الذي كانت تتزين به مباني تلك العمارة، وانعكاسات النور والظلال عليها ولم يقيد نفسه بأسلوب معين، لذلك نشاهد لوحات له تعبر عن البيئة وقد نفذت بأساليب متنوعة (واقعية، سريالية، تجريدية) والهدف من ذلك كما يقول الفنان: «إعطاء المتفرج فرصة التأمل بغض النظر عن طبيعة الموضوع». كما تناول العلاقات والتقاليد والعادات الاجتماعية على مسطحات لوحاته مثل: (الطب القديم، حياة الزواج وعاداته، لعب الأطفال، الترفيه، السمر، الزواج وعاداته).
ولم ينس الفنان قضاياه الوطنية والقومية المتعددة التي يعيش لحظاتها العالم العربي والإسلامي، ومن هذه القضايا التي لفتت انتباه الفنان، قضية لبنان، وما يتعرض له هذا البلد العربي من احتلال وقتل وتدمير واعتداءات متكررة من قبل العدو الصهيوني، وقد عبر الفنان عن مشاعره الجياشة في لوحة حملت عنوان: (الصيف الحزين)، وهي تمثل شجرة أرز باسقة مخضرة، لها جذور ضاربة في الأرض، تخرج من فارغ طلقة رصاص. كما رسم في خلفية اللوحة عين تذرف الدمع، الذي تحول إلى شلال يروي جذور شجرة الأرز الخضراء، وإلى جانب الشجرة، رسم طلقة رصاص فارغة يخرج منها دم مسكوب على الأرض ، وقد رسم الفنان شجرة الأرز هنا ، للدلالة على لبنان الشامخ والباقي إلى الأبد.
وعبّر الفنان عن تلك التفاعلات التضامنية التي تتم في دول مجلس التعاون الخليجي ، من خلال اللوحات التالية: (في ظل التعاون ، من وحي مجلس التعاون، الشيخ زايد بن سلطان آل نهيان، أمن الخليج، حرب الناقلات). فمثلاً في لوحة (في ظل التعاون)، رسم الفنان«جاسم زيني» في خلفية العمل شعار مجلس التعاون الخليجي ، وهو يموج في سحابة أمام خلفية حارة ، وفي أرضية العمل رسم مجموعة من السواعد والقبضات والأكف التي ترتفع إلى السماء ، يافطات مكتوب عليها عبارات:«مجلس التعاون فجر جديد في تاريخ الخليج» و«ربع تهاونوا ما ذلوا» و«واعتصموا بحبل الله جميعاً...».وفي السبعينيات أيضاً ، قدم الفنان جاسم لوحات تجريدية ضمن مساحات لونية من جانب ، ومفردات حرفية من جانب آخر، مثل لوحة «تجريد، والهير»1972 و«قطر الحديثة»1973 و«زخرفة» 1974 و«بقايا أثر والتناظر»,1977 بالإضافة إلى ذلك قدم الفنان في التسعينيات لا تزال مستمرة إلى الآن أعمالاً تجريدية مثل«كولاج وانعدام الجاذبية» 1990 و«دفيع»1991، وتجريد بالورق المضغوط ، حيث قدم لوحة بها بروز في السطح ، مضغوطة ، ذات أشكال هندسية دائرية مصفوفة على أبعاد متساوية. وفي الألفية الجديدة برز عنصر جديد في العمل الفني، وهو الموسيقى اللونية الناتجة من تناغم الألوان على سطح اللوحة ، وهنا يتأكد ويتضح ، ويتكرس الأسلوب الذاتي الذي تكمن فيه قدرة الفنان على التميز، لا على التقليد والنسخ والمحاكاة، هكذا تقترب أعماله من الخط وتتبسط من الناحية الزخرفية، أنها ذات طابع شرقي في مبناها ومعناها.

## مدير متحف قطر الوطني
وكان جاسم الزيني أول مدير لـ متحف قطر الوطني والذي تم إفتتاحه سنة 1975.